# Strzelectwo na Letnich Igrzyskach Olimpijskich 1908 – trap
Trap indywidualny był jedną z konkurencji strzeleckich na Letnich Igrzyskach Olimpijskich 1908. Zawody odbyły się w dniach 8-11 lipca. W zawodach uczestniczyło 28 zawodników z 6 państw.
Zawody składały się z trzech rund. W pierwszej rundzie zawodnicy strzelali do 30 dysków, w drugiej do 20 dysków i do 30 dysków w trzeciej rundzie. Maksymalna liczba punktów do zdobycia wynosiła 80.

## Wyniki
| Miejsce | Zawodnik                         | Wyniki  | Wyniki  | Wyniki  | Wyniki |
| Miejsce | Zawodnik                         | Runda 1 | Runda 2 | Runda 3 | Wynik  |
| ------- | -------------------------------- | ------- | ------- | ------- | ------ |
| 1       | Walter Ewing                     | 27      | 18      | 27      | 72     |
| 2       | George Beattie                   | 21      | 17      | 22      | 60     |
| 3       | Alexander Maunder                | 21      | 14      | 22      | 57     |
| 3       | Anastasios Metaksas              | 21      | 14      | 22      | 57     |
| 5       | Charles Palmer                   | 23      | 12      | 20      | 55     |
| 5       | Arthur Westover                  | 21      | 12      | 22      | 55     |
| 7       | Mylie Fletcher                   | 22      | 9       | 22      | 53     |
| 7       | Richard Hutton                   | 23      | 10      | 20      | 53     |
| 7       | John Wilson                      | 20      | 13      | 20      | 53     |
| 10      | Frederic Moore                   | 21      | 11      | 20      | 52     |
| 11      | George Whitaker                  | 18      | 9       | 24      | 51     |
| 12      | David McMackon                   | 19      | 14      | 17      | 50     |
| 12      | James Pike                       | 22      | 12      | 16      | 50     |
| 14      | Cornelis Viruly                  | 18      | 13      | 17      | 48     |
| 15      | Eduardus van Voorst tot Voorst   | 19      | 13      | 15      | 47     |
| 15      | Franciscus van Voorst tot Voorst | 18      | 14      | 15      | 47     |
| 17      | Harold Creasey                   | 22      | 9       | 15      | 46     |
| 17      | Peter Easte                      | 18      | 11      | 17      | 46     |
| 19      | Gerald Merlin                    | 18      | 10      | 17      | 45     |
| 20      | William Morris                   | 10      | 12      | 22      | 44     |
| 20      | George Vivian                    | 16      | 10      | 18      | 44     |
| 22      | Reindert de Favauge              | 18      | 11      | —       | 29     |
| 23      | Émile Béjot                      | 18      | 10      | —       | 28     |
| 24      | John Butt                        | 15      | 11      | —       | 26     |
| 25      | Alfred Swahn                     | 13      | 9       | —       | 22     |
| 26      | Jacob Laan                       | 13      | 8       | —       | 21     |
| 27      | Frank Parker                     | 14      | 5       | —       | 19     |
| 27      | Edward Benedicks                 | 13      | 6       | —       | 19     |
| —       | John Postans                     | 23      | —       | —       | —      |
| —       | Ernst Rosell                     | ?       | ?       | ?       | —      |
| —       | Rudolph van Pallandt             | ?       | ?       | ?       | —      |